# Ambasadorowie Francji w Bawarii
Królestwo Francji utworzyło w Bawarii stałą placówkę dyplomatyczną, dopiero gdy Bawaria przestała być stronnikiem Imperium Habsburgów, tzn. w 1649, po wojnie trzydziestoletniej. Poniżej znajduje się lista francuskich przedstawicieli dyplomatycznych w Elektoracie, a następnie Królestwie Bawarii.

## XVII wiek
- 1624 Victor Claude Alexandre de Faneau (misja sekretna)
- 1626 Henri de Gournay de Marcheville
- 1631 Hercule de Charnacé
- 1632 Jean de Beaumont, sieur de Saint-Étienne
- 1639 Nicolas de Ramezay d’Orsonville
- 1647 Henri Lambert, de Tracy i d’Herbigny (agenci)
- 1649 François Cazet de Vautorte
- 1656 Jerzy Chrystian (landgraf Hesji-Homburg)
- 1668 Pierre Caillet du Theil
- 1669–1672 Robert de Gravel
- 1672, 1677 François-Marie de l’Hospital, książę de Vitry
- 1675 Denis de La Haye-Vantelet
- 1676 kawaler de Pas de Feuquières
- 1677 kardynał César d’Estrées
- 1679 Bethoulet de Fromentean, hrabia de La Vauguyon (wysłany z kondolencjami)
- 1679 Charles Colbert de Croissy (wysłannik specjalny w sprawie mariażu Delfina)
- 1680 Charles de Créquy (wysłannik specjalny w sprawie mariażu Delfina)
- 1680 Armand-Jean du Plessis de Richelieu (wysłany by powitać delfinę na granicy) i Denis de La Haye-Vantelet (rezydent)
- 1681 Gédéon Dumetz de Montmartin
- 1686 Charles F. de Caradas Héron
- 1687 marszałek Claude de Villars
- 1688 Gombaut (rezydent)
- 1688 marszałek Claude de Villars
- 1699 Simon Arnaud de Pomponne[2]

## XVIII wiek
- 1701 Nicolas de Chastenet de Puységur
- 1701 Jean-Baptiste Colbert de Torcy
- 1701–1704 Louis Gaspard de Ricous
- 1704 Pierre Rouillé de Marbeuf
- 1711–1714 Jean-Pierre, hrabia La Marck (chargé d’affaires)
- 1715 Jean-Baptiste de Johanne de la Carre de Saumery i M. Freischmann
- 1726 Jean-Baptiste-François Desmaretz de Maillebois
- 1731 Charles Louis Auguste Fouquet de Belle-Isle i M. Rezac (chargé d’affaires)
- 1741 Marc de Beauveau-Craon
- 1742 Charles Louis Auguste Fouquet de Belle-Isle (amb. przy cesarzu Karolu VII Wittelsbachu)
- 1742 François-Joachim Potier, książę de Gesvres (by pogratulować Karolowi VII elekcji)
- 1742 Jacques-François Blondel (chargé d’affaires)
- 1743 Daniel-François, hrabia de Gelas-Voisins, wicehrabia de Lautrec
- 1745–1746 Théodore Chevignard de Chavigny, Maximilian-Emmanuel Bavière
- 1745 M. Renaud (chargé d’affaires)
- 1746 Louis François Armand du Plessis, książę de Richelieu
- 1748 François de Baschi
- 1755 Hubert de Folard (chargé d’affaires)
- 1756 Louis-Gabriel du Buat-Nançay (chargé d’affaires)
- 1757 Charles-Louis Joachim de Chastellier-Dumesnil
- 1776 François Barbé-Marbois (chargé d’affaires), Louis Antoine Chalgrin
- 1777–1778 Anne-César de La Luzerne
- 1779 Thadée Humphrey, hrabia O’Dunne i M. Helfflinger (chargé d’affaires)
- 1780–1789 hrabia Louis Cachet de Montézan
- 1782 Jean-François Chalgrin (chargé d’affaires)
- 1792 Frédéric Flamen d’Assigny
- 1798–1799 (Rok VI) Charles Jean Marie Alquier[3] (chargé d’affaires)[2]

## XIX wiek
- 1800 (Rok VII) Théobald Bacher (chargé d’affaires)[2]
- 1803 (Rok X) Antoine-René-Charles La Forest, minister pełnomocny[2]
- 1804 (Rok XI) Louis Guillame Otto, poseł nadzwyczajny i minister pełnomocny[2]
- 1810 hrabia Louis de Narbonne[2]
- 1811 Pierre-François-Jean Bogne de Faye[4] (chargé d’affaires)[2]
- 1812 de Mercy-Argenteau, poseł nadzwyczajny i minister pełnomocny[2]
- 1815 i 1816[2] wzgl. 1814–1816[1] Jules Auguste de Polignac
- 1817[2] wzgl. 1816–1820[1] Augustin Pelletier comte du Lagarde
- 1821[2][1]–1827[1] Louis Toussaint de la Moussaye
- vicomte de Ségur-Montaigne(inne języki)[2] (we współczesnych źródłach nie wymieniany)[1]
- 1828[2] wzgl. 1827[1]–1832[2][1] Marie du Gueulluy de Rumigny
- 1832–1833 Charles de Bresson
- 1833–1834 Alfred de Vaudreuil
- 1835–1849 Charles Amable de Bourgoing
- 1848–1850 Armand Lefèbvre
- 1850–1851 Edouard Antoine Thouvenel
- 1852–1860 Louis de Méneval
- 1860–1861 de Bonneville
- 1861–1864 Edmé comte de Reculot
- 1864–1867 Méloizes-Fresnoy
- 1867–1870 Jérôme Paul de Cadore Nompère de Champagny
- 1870–1871 wakat (stan wojny)
- 1871–1880 Edouard Alphonse de Lefèbvre de Béhaine
- 1880–1882 Louis Lannes de Montebello
- 1882–1888 Felix Mariani
- 1888–1896 Charles Claude Barrière
- 1897–1904 Jules Henrys d’Aubigny[1]

## XX wiek
- 1905–1907 Alfred Chilhaud Dumaine
- 1907–1909 René Joseph Adrien Bougarel
- 1909–1914 Henry Allizé
- 1914–1920 brak stosunków dyplomatycznych
- 1920–1924 Emile Dard
- 1924–1933 Charles Francois de Paule Lefevre d’Ormesson
- 1933–1934 Aimé Leroy
- 30.06.1934 likwidacja francuskiego przedstawicielstwa dyplomatycznego w Bawarii w związku z gleichschaltungiem Rzeszy[1].